# برگزیدن رهبر جمهوری اسلامی ایران (۱۳۶۸)
برگزیدن رهبر جمهوری اسلامی ایران برای نخستین‌بار در ۱۴ خرداد ۱۳۶۸ پس از درگذشت سید روح‌الله خمینی، رهبر وقت جمهوری اسلامی ایران، در جلسهٔ فوق‌العادهٔ مجلس خبرگان رهبری انجام شد. در این جلسه، سید علی خامنه‌ای، رئیس‌جمهور وقت، به عنوان رهبر موقت جمهوری اسلامی ایران، برگزیده شد. چند روز پس از همه‌پرسی بازنگری قانون اساسی جمهوری اسلامی ایران (۶ مرداد ۱۳۶۸) و رسمیت یافتن قانون اساسی جدید و حذف شرط «مرجعیت» از شروط رهبری، خبرگان رهبری، مجدداً تشکیل جلسه داد و در رای‌گیری مجدد، سید علی خامنه‌ای با اکثریت ۶۰ رأی از ۶۴ عضو حاضر، رهبر (دائم) جمهوری اسلامی ایران شد.
علی خامنه‌ای در ۱۴ خرداد ۱۳۶۸ در زمان رهبر شدن گفته بود «باید خون گریست بر جامعه اسلامی که حتی احتمال  رهبری  کسی مثل بنده در آن مطرح شود.» این در حالی است که بر اساس ویدئویی که از دیدار  علی خامنه‌ای، رهبر جمهوری اسلامی، با خانواده قاسم سلیمانی در سال ۱۴۰۲ منتشر شد، او به جلسه‌ا‌ی «حدود بیست سال» پیش با تعدادی از فرماندهان سپاه اشاره می‌کند و ادعا می‌کند: «صحبت گرم و گیرایی کردم. من حرف می‌زدم، اما حرف خدا بود و زبان من بود و خیلی اثرگذار بود.» 
اظهارات علی خامنه‌ای در دیدار با خانواده قاسم سلیمانی و اشاره‌اش به این که حدود بیست سال پیش «حرف خدا» از زبان او بیان شده، واکنش‌های بسیاری را در رسانه‌های اجتماعی برانگیخت و بسیاری حرف خامنه‌ای را با سخنرانی او در سال ۶۸ مقایسه کردند.

## بازنگری قانون اساسی و شرط مرجعیت
پس از استعفا یا برکناری حسینعلی منتظری از قائم‌مقامی رهبر ایران، آیت‌الله خمینی در بازنگری قانون اساسی، تقاضای تجدید نظر در ماده ۱۰۹ را داد که طبق آن رهبر جمهوری اسلامی باید «مرجع تقلید» باشد. خمینی قبل از تغییر رسمی قانون اساسی با همه‌پرسی (۶ مرداد ۱۳۶۸)، در ۱۳ خرداد ۱۳۶۸ درگذشت و سید علی خامنه‌ای، شرط مرجعیت را بر اساس قانون اساسی وقت نداشت از این رو مجلس خبرگان وی را به عنوان رهبر موقت جمهوری اسلامی ایران تا زمان برگزاری همه‌پرسی قانون اساسی جدید انتخاب کرد.
البته سمت «رهبر موقت» در قانون اساسی وقت ذکر نشده‌بود و موقت بودن این انتخاب نیز در آن زمان به اطلاع عموم نرسید و حتی تا انتشار ویدیو کامل جلسه در سال ۱۳۹۷ هنوز عموم مردم از این مسئله بی‌اطلاع بودند.

## شرح جلسه رأی‌گیری
تصمیم برای برگزاری جلسه در ۱۳ خرداد ۱۳۶۸ اتخاذ شد، هنگامی که احمد خمینی حدود ساعت ۳:۰۰ بعد از ظهر با اکبر هاشمی رفسنجانی تماس گرفت و به او خبر داد که حال پدرش وخیم است. وقتی معلوم شد که انتخاب جانشین ضروری است، رفسنجانی و محسن رضایی نمایندگان مجلس را برای جلسه اضطراری به تهران فراخواندند. روح‌الله خمینی حدود ساعت ۱۰:۲۰ شب همان روز درگذشت.

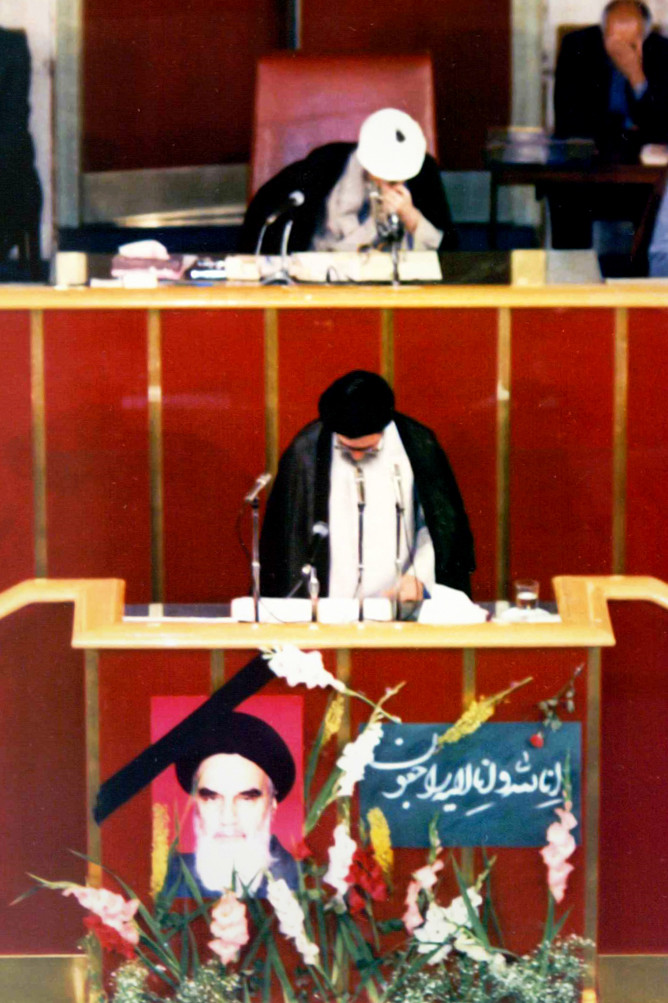
رئیس‌جمهور خامنه‌ای در حال قرائت وصیت‌نامه خمینی. رئیس مجلس خبرگان، علی مشکینی در حال گریستن دیده می‌شود.

صبح روز بعد جلسه برگزار شد. با این‌که به‌صورت رسمی علی مشکینی رئیس مجلس خبرگان بود، در بیشتر اوقات نائب رئیس مجلس، اکبر هاشمی رفسنجانی، جلسه را مدیریت و رهبری می‌کرد. جلسه با آوردن وصیت نامه مهر و موم شده‌ای در گاوصندوق توسط رفسنجانی رسماً آغاز به کار کرد. پس از آنکه احمد خمینی به دلیل اندوه از خواندن وصیت‌نامه امتناع ورزید، رئیس‌جمهور وقت سید علی خامنه‌ای، وصیت‌نامه را در میان گریه‌های نمایندگان قرائت کرد. خواندن ۳۵ صفحه از وصیت نامه حدود دو و نیم ساعت به طول انجامید.

### رأی‌گیری برای پذیرش استعفای حسینعلی منتظری
خبرگان در سال ۱۳۶۴ وی را به قائم‌مقامی رهبری برگزیده‌بود که چندی پیش از درگذشت سید روح‌الله خمینی خبر استعفای وی منتشر گردید. پیش از تعیین رهبر، مجلس خبرگان رهبری به سخنگویی هاشمی رفسنجانی، با قریب به اتفاق آرا نامهٔ استعفای حسینعلی منتظری از قائم‌مقامی رهبری را تأیید نمود.
چند سال بعد هاشمی رفسنجانی و برخی افراد دیگر با انتشار نامهٔ برکناری حسینعلی منتظری از سوی سید روح‌الله خمینی اعلام کردند که استعفای وی پس از برکناری بوده‌است. 

### رأی‌گیری برای رهبری فردی یا رهبری شورایی
پس از این‌که نمایندگان خبرگان به صورت رسمی استعفای حسینعلی منتظری را پذیرفتند، موضوعی که برای بحث مطرح شد این بود که آیا رهبری باید تا همه‌پرسی به صورت موقت شورایی باشد یا این‌که مجلس باید یک فرد را به رهبری منصوب کند.
چندین شورا در میان صحبت‌ها پیشنهاد شد از جمله:
| شورای پیشنهادی اول |                             |                        |
|                    |                             |                        |
| سید علی خامنه‌ای    | سید عبدالکریم موسوی اردبیلی | علی مشکینی             |
| رئیس‌جمهور          | رئیس قوه قضائیه             | رئیس مجلس خبرگان رهبری |

| شورای پیشنهادی دوم     |                             |
|                        |                             |
| اکبر هاشمی رفسنجانی    | سید عبدالکریم موسوی اردبیلی |
| رئیس مجلس شورای اسلامی | رئیس قوه قضائیه             |

| شورای پیشنهادی سوم |                             |                        |                   |                    |
|                    |                             |                        |                   |                    |
| سید علی خامنه‌ای    | سید عبدالکریم موسوی اردبیلی | علی مشکینی             | محمد فاضل لنکرانی | عبدالله جوادی آملی |
| رئیس‌جمهور          | رئیس قوه قضائیه             | رئیس مجلس خبرگان رهبری | مرجع تقلید        | مرجع تقلید         |

قانون اساسی وقت تعبیه کرده بود که مجلس خبرگان رهبری در صورت نبود شرایط لازم برای رهبری در هیچ‌یک از مراجع تقلید وقت باید شورای رهبری تشکیل دهد.
نمایندگانی در موافقت و نمایندگانی در مخالفت با این طرح صحبت‌هایی ایراد کردند. اکبر هاشمی رفسنجانی، علی خامنه‌ای و علی مشکینی از جمله موافقان شورای رهبری بودند.
پس از رأی نمایندگان به کفایت بحث، در نهایت رفسنجانی اعلام کرد «آقایانی که با فردی بودن رهبر، تو این مقطع، همین مقطع تا رفراندوم موافق هستند قیام کنند» و پس از شمارش آرای افراد حاضر در رای‌گیری، با اعلام هاشمی که ۴۴–۴۵ نفر ایستاده‌اند، رهبری شورایی رای نیاورد و موضوع بر روی رهبری فردی متمرکز شد. در منبعی آرای افرادی که نشسته بودند ۲۳ و در خاطرات رفسنجانی ۳۵ نفر ذکر شده‌است.

### رأی‌گیری برای رهبری سید محمدرضا گلپایگانی
در مورد رای‌گیری برای رهبری سید محمدرضا گلپایگانی هیچ فیلم یا سندی رسمی دال بر این‌که رای‌گیری انجام شده‌است یا نه، وجود ندارد و برخی نمایندگان اعلام می‌کنند که غیر از علی خامنه‌ای برای هیچ‌کسی رای‌گیری نشد
و تنها منبع این خبر کتاب خاطرات هاشمی رفسنجانی است که وی در آن می‌نویسد «ابتدا به پیشنهاد اعضای جامعه مدرسین (حوزه علمیه قم) که عضو مجلس خبرگان بودند، آیت‌الله گلپایگانی مطرح شد. حدود ۱۴ نفر به ایشان رای دادند.»
اکثر نمایندگان به مطرح شدن نام گلپایگانی اشاره می‌کنند، ولی رای‌گیری در مورد رهبری او را صحیح نمی‌دانند.

### رأی‌گیری برای رهبری سید علی خامنه‌ای
جزئیات بحث در مورد رای‌گیری رهبری خامنه‌ای برای دهه‌ها مخفی نگه داشته می‌شد. در سال ۱۳۸۷، بخشهایی از فیلمهای دیده نشده جلسه توسط صدا و سیمای جمهوری اسلامی ایران پخش شد که نشان می‌داد اکبر هاشمی رفسنجانی نقشی اساسی در ترغیب اعضای مجلس به رای دادن به خامنه ای داشته‌است.
رفسنجانی گفت:
... ما یه جلسه با رؤسای قوا و نخست‌وزیر با احمد آقا خدمت امام بودیم، همون موقعی که مسئله آقای منتظری داغ شده بود، ما با امام مباحثه داشتیم. ما یکی از احتجاجاتمون با امام این بود که شما اگر آقای منتظری رو کنار بذارید، ما در رهبری دچار مشکل می‌شیم، شورایی رو، امام هم شورایی رو خیلی تمایل نداشتن، فرضاً ما می‌گفتیم ما الان نداریم کسی رو که مطرح بکنیم تو جامعه [برای رهبری]، چون ما فرضمون با مرجعیت بود و اون مسائل بود، امام فرمودن: چرا نداریم؟ آقای خامنه‌ای [را برای رهبری داریم]
پس از این هم رفسنجانی یک روایت از ملاقات خصوصی‌اش با خمینی در این زمینه و صحبتی از قول احمد خمینی نقل کرد با مضمون این که آیت‌الله خمینی، خامنه‌ای را برای رهبری می‌پسندید.
در نتیجه این صحبت‌ها او از سوی بسیاری لقب تاج بخش را گرفت.
در فیلم دیگری که در دی ماه ۱۳۹۶ از آرشیو طبقه‌بندی صدا و سیما بیرون آمده، نکات جدیدی دربارهٔ جلسه انتخاب رهبر جمهوری مشخص شده‌است که در روایات رسمی وجود ندارد و حذف شده‌اند. در جلسه خودِ شخص خامنه‌ای که به عنوان کاندید مطرح شده‌است شروع به سخنرانی می‌کند و می‌گوید که:
واقعا باید خون گریست به جامعه اسلامی که حتی احتمال کسی مثل بنده در آن [برای رهبری] مطرح بشود… به لحاظ فنی اشکال پیدا می‌کند این قضیه. رهبری، رهبری سوری خواهد بود نه رهبری واقعی. خب، من نه از لحاظ قانون اساسی و نه از لحاظ شرعی برای بسیاری از آقایان، حرفم حجت حرف رهبر را ندارد. این چه رهبری خواهد بود؟ … همین آقای آذری که اسم بنده را اول بار آوردند در این جلسه، بنده اگر حکم بکنم، ایشان قبول خواهند کرد؟
آذری‌قمی در پاسخ به این پرسش خامنه‌ای گفت «بله!» خامنه‌ای اما ادامه داد: «قطعاً قبول نمی‌کنند.» صادق خلخالی گفت: «بعد از رهبر شدن بله…» چند تن دیگر از اعضا از جایگاه خود بلند شده و همزمان به احتجاج با خامنه‌ای پرداختند.
در مقابل موافقان انتخاب او می‌گویند که "موقت است آقای خامنه ای. موقت است! اشکالی ندارد!"
در نهایت هاشمی رفسنجانی در آستانه رای‌گیری بر سر علی خامنه ای به عنوان جانشین رهبری اعلام می‌کند: «آقایانی که با رهبری جناب آقای خامنه ای تا رفراندوم - البته این موقت است، دائمی نیست - موافق هستند قیام بفرمایند»؛ و سپس به کسانی که گویی می‌خواهند از موقت بودن انتخاب و عدم اعلام عمومی آن مطمئن شوند می‌گوید: «موقت گفتم … اعلام نمی‌شود.» ۶۰ نفر از ۷۴ نمایندهٔ حاضر قیام کردند و به خامنه‌ای رأی دادند.
آرای مخالف و ممتنع به ۱۴ نفر رسید که یکی از آنان خود سید علی خامنه‌ای بود.
پس از انتخاب موقت خامنه‌ای، همه‌پرسی تغییر قانون اساسی، در ۶ مرداد به انجام رسید و جلسه بعدی مجلس خبرگان برای دائمی کردن دوران رهبری خامنه‌ای، در ۱۵ مرداد ۱۳۶۸، یعنی تنها دو ماه پس از انتخاب موقت وی به این سمت تشکیل شد. طبق قانون اساسی جدید (فعلی)، رهبر جمهوری اسلامی لازم بود علاوه بر شرایط دیگر، دارای «صلاحیت علمی لازم برای افتاء در ابواب مختلف فقه» باشد. از این رو باید فرض کرد که در طول دو ماه وی به حد مورد تصریح قانون اساسی جدید رسیده باشد. برخی رسیدن در طول دو ماه از جایگاه فردی که با توجه به جلسه برگزار شده اعلام می‌شود که «صاحب نظر» بودن او در مسائل فقهی در معرض تردید جدی بوده، به جایگاه کسی که دارای «صلاحیت علمی لازم» برای صدور فتوا در «ابواب مختلف فقه» را دارد، امری به دور از واقعیت می‌دانند.
در نقلی از رفسنجانی آمده‌است که انتخاب در آن روز به دلیل توصیهٔ سید روح‌الله خمینی بوده‌است و پس از بازنگری در قانون اساسی دوباره انتخابات دیگری برای دائمی کردن رهبری برگزار شد که درصد بیشتری از بار نخست به سید علی خامنه‌ای رأی دادند.

## مخالفت‌ها
انتخاب سید علی خامنه‌ای برای رهبری بحث‌برانگیز بوده‌است. وی یکی از شرط‌های به دست گرفتن امر رهبری یعنی مرجعیت را نداشت. بر اساس اصل صدونهم قانون اساسی ۱۳۵۸ شرایط و صفات رهبر یا اعضای شورای رهبری عبارت بود از: «صلاحیت علمی و تقوایی لازم برای افتا و مرجعیت، بینش سیاسی و اجتماعی و شجاعت و قدرت و مدیریت کافی برای رهبری». ولی او عنوان مرجعیت را نداشت. اما سید روح‌الله خمینی پیش از درگذشتش خود خواستار اصلاح قانون اساسی بود و خود شورایی برای بازنگری در قانون اساسی تشکیل داده بود. وی در ۹ اردیبهشت ۱۳۶۸ در نامه‌ای به علی مشکینی، رئیس شورای بازنگری قانون اساسی، نوشته بود که:
معتقدم برای رهبری شرط مرجعیت لازم نیست. مجتهد عادل مورد تأیید خبرگان محترم سراسر کشور، کفایت می‌کند
در سال ۸۳ قاسم شعله سعدی نمایندهٔ مجلس‌های سوم و چهارم در نامه‌ای به سید علی خامنه‌ای، وی را حجت‌الاسلام خطاب کرد و گفت در زمان انتصاب به عنوان رهبر، فاقد شرایط تعیین‌شده برای رهبری در قانون اساسی بوده‌است. نامبرده چند سال پیش از آن با بکار بردن لقب آیت‌الله برای سید علی خامنه‌ای، بر تبعیت از رهبری وی تأکید کرده و مدعی شده بود رساله دکترای خود را در دفاع از ولایت نوشته‌است.
مرجعیت سید علی خامنه‌ای در سال ۱۳۷۳ و پس از فوت محمدعلی اراکی اعلام شد. در آن هنگام جامعه مدرسین حوزه علمیه قم در بیانیه‌ای هفت نفر را به عنوان مراجع جایزالتقلید اعلام کرد که یکی از آن‌ها او بود.
احمد آذری قمی، اولین کسی بوده که در جلسه ۱۴ خرداد، نام آقای خامنه ای را به عنوان جانشین رهبر بر زبان رانده‌است. در ۵ آبان ۱۳۷۶ وی از اعضای مهم جامعه مدرسین که تا آن هنگام از حامیان جدی سید علی خامنه‌ای بود، در نامه‌ای به سید محمد خاتمی رئیس‌جمهور وقت به انتقادات بی‌سابقه‌ای از حکومت و رهبری پرداخته و در مورد بیانیه جامعه مدرسین در تأیید مرجعیت وی نوشت:
جامعهٔ مدرّسین که معظّمٌ له را به عنوان یکی از مراجع سبعه معرّفی کردند نیز خلاف ضوابط شرعی و قانونی خود عمل کردند، زیرا بارأی تلفنی و در جوّی ناسالم ایشان را معرفی کردند که برخی از تلفن شونده‌ها بعداً تکذیب کردند؛ شرط مرجعیّت دو چیز است که هیچ‌یک برای معظّمٌ له موجود نیست، اولی اَعلمیّت است که در مورد ایشان جز آقای یزدی کسی ایشان را اَعلم ویا حتّی مساوی بقیهٔ مراجع هم نمی‌داند و این اعلام نظر آقای یزدی در نماز جمعه مبنی بر اَعلمیّت مقام رهبری مسلّماً برخلاف سنّت هزار ساله در حوزه‌های علمی شیعه بوده‌است. شرط دوّم، فرصت استنباط مسائل شرعی است.
از این رو آذری قمی تأکید کرد از بابت «اشتباه خود و به اشتباه انداختن دیگر خبرگان» در مورد اجتهاد آقای خامنه ای «از خدا و ملت ایران پوزش می‌طلبد».
۱۸ روز بعد حسینعلی منتظری نیز در یک سخنرانی عدم کفایت علمی و دینی و نامشروع بودن این انتخاب را مطرح کرد. وی دربارهٔ مرجعیت سید علی خامنه‌ای گفت:
اینکه آمدند در شب بعد از فوت اراکی عده ای بچه راه انداختند در خیابان جلو جامعه مدرسین، مثل همین الان که راه می‌اندازند، بعد هم سه چهار نفر از تهران آمدند و اصلاً هفت هشت نفر بیشتر نبودند و به زور هفت نفر را به عنوان مرجع گفتند که ایشان را هم جزو کنند، در صورتی که ایشان در حد فتوا و مرجعیت نیست؛ بنابراین مرجعیت شیعه را مبتذل کردند، بچگانه کردند، با یک عده بچه اطلاعاتی که راه انداختند! این‌ها مصیبتهایی است که ما در این کشور می‌بینیم.

در سال ۱۳۸۳ قاسم شعله‌سعدی نمایندهٔ مجلس‌های سوم و چهارم در نامه‌ای به سید علی خامنه‌ای وی را حجت‌الاسلام خطاب کرد و گفت در زمان انتصاب به عنوان رهبر، فاقد شرایط تعیین‌شده برای رهبری در قانون اساسی بوده‌است. مهدی کروبی نیز بعد از حادثه سرنگونی هواپیمای اوکراینی گفت: خامنه‌ای چه علت سرنگونی را می‌دانسته و به سران حکومت اجازه فریب داده و چه بی‌خبر بوده، در هر دو صورت شرایط رهبری را ندارد، چرا که او فرمانده کل قوا است و در این رابطه مسئولیت مستقیم دارد. در ۷ تیر ۱۳۹۹ محمد موسوی خوئینی در نامه‌ای به سید علی خامنه‌ای اوضاع اقتصادی و غیرقابل دوام و وخامت مشکلات مردم و عمق بی‌اعتقادی و بی‌اعتمادی مردم را نشات گرفته از مدیریت در بالاترین سطح جمهوری اسلامی دانست. برخی از منابع، بیت و دفتر وی را یک شبکه پیچیده و بلکه دولت پنهان (و اصلی) نظام جمهوری اسلامی ایران معرفی کرده‌اند.

## واکنش‌ها
پس از این انتخاب، علماء و شخصیت‌های سیاسی متعددی برای وی پیام تبریک دادند که از این افراد می‌توان به عنوان نمونه مراجع تقلید فاضل لنکرانی، محمدعلی اراکی، سید محمدرضا گلپایگانی و یوسف صانعی و روحانیونی نظیر علی مشکینی و سید رضا بهاءالدینی را نام برد.
- سید احمد خمینی

انتخاب شایسته و بسیار خداپسندانه حضرتعالی، باعث شادی تمام دوستداران اسلام و انقلاب اسلامی در جهان گردید. حضرتعالی از چهره‌های درخشان انقلاب اسلامی بوده و همیشه مورد تأیید و تکریم امام عزیزمان بوده‌اید.
- محمدرضا مهدوی کنی

این الهامی بود از الهامات الهی و هدایتی بود از هدایت معنوی روح حضرت امام رضوان الله علیه که هنوز این ملت را رها نکرده و این رحمتی بود از طرف خداوند که در کوران این مصیبت جانکاه، با تعیین آیت‌الله خامنه‌ای که از یاران صدیق امام و از یاران خوشنام و خوش سابقه بوده و مجتهد و عادل است، به عنوان رهبری نظام جمهوری اسلامی ایران، آرامشی توأم با اعتماد و اطمینان بر کشور و امت فداکار حاکم گردید.
- سید احمد خمینی فرزند سید روح‌الله خمینی: وی پیش از انتشار خبر برگزیدگی سید علی خامنه‌ای به مقام رهبری در ایران و پس از شنیدن خبر انتخاب رهبر جدید گفت:[۵۳]

امام گفتند من هر چه فکر می‌کنم آقا سید علی آقا برای رهبری خوبه. این مطلب را حاج احمد آقا همون اول ورود روز همان اول به ما اعلام کرد که امام اینطور گفت، مقام معظم رهبری گفته بود اگر امام به من بگوید بروم عقیدتی سیاسی ژاندارمری یکی از روستاهای سیستان و بلوچستان تردید نمی‌کنم، این شعار نبود، ساختمان یک رهبری را با همه سنگینی‌اش روی این شناژ محکم گذاشت و رفت.
- حسینعلی منتظری در پیامی به تاریخ ۱۳۶۸/۳/۲۳ خطاب به سید علی خامنه‌ای اظهار داشت:[۵۴]

... از خداوند قادر متعال مسئلت می‌نمایم جنابعالی را که فردی لایق و متعهد و دلسوز و در دوران مبارزات و انقلاب تجربه‌ها آموخته و همواره مورد حمایت رهبر بزرگ انقلاب بوده‌اید در انجام مسئولیت خطیر رهبری که مجلس خبرگان به جنابعالی محول نموده‌است یاری نماید تا إن شاء الله موفق شوید به کشور و به ملت مسلمان ایران که در راه تحقق اهداف و آرمان‌های انقلاب این همه گذشت و فداکاری از خود نشان داده و با همه وجود در صحنه انقلاب باقی است خدمات شایسته و سازنده‌ای انجام دهید.
- یوسف صانعی

«اجتهاد آیت‌الله خامنه‌ای مدظله العالی ثبوتاً و اثباتاً نیاز به نظر دادن نداشته و ندارد و نه تنها مجتهد مسلم می‌باشد بلکه فقیه جامع الشرائط واجب الاتباع است. امید آنکه سایه اش بر سر مسلمین مستدام.»

## پی‌نوشت
1. ↑  اعداد استفاده شده در جعبه با استناد بر نقل‌قول‌های شفاهی ذکر شده و رقم رسمی و دقیقی از شمار حاضران و رأی‌دهندگان ارائه نشده.
2. ↑  دربارهٔ اصل این رأی‌گیری اختلاف‌نظر وجود دارد.